# Dominik Oroz
Alois Dominik Oroz (Wenen, 29 oktober 2000) is een Kroatisch-Oostenrijks voetballer die doorgaans speelt als centrale verdediger. In augustus 2024 verruilde hij Vitesse voor Krylja Sovetov Samara.

## Clubcarrière
Oroz speelde in de jeugd van Wiener Sport-Club. In 2007 verkaste hij naar Austria Wien en zes jaar later keerde hij terug naar Wiener Sport-Club. Medio 2015 nam First Vienna hem over. Bij die club speelde hij twee wedstrijden in het eerste elftal. Hierop nam Red Bull Salzburg de verdediger over en hij werd gestald bij het satellietteam FC Liefering. Vooral sinds de zomer van 2019 kwam hij in dit team steeds vaker aan spelen toe.
In januari 2021 vertrok Oroz naar Vitesse, waar hij zijn handtekening zette onder een verbintenis voor de duur van tweeënhalf jaar, met een optie op een seizoen extra. Zijn debuut voor de Arnhemse club maakte hij op 12 januari 2021, thuis tegen FC Utrecht. Door een doelpunt van Danilho Doekhi won Vitesse dit duel met 1–0. Oroz begon op de reservebank en mocht van coach Thomas Letsch een minuut voor het einde van de wedstrijd invallen voor Oussama Tannane. In zijn eerste seizoen reikte Vitesse tot de finale van de KNVB Beker, maar verloor deze met 2–1 van AFC Ajax. Hij verving in dit duel Eli Dasa in de rust.
Medio 2022 werd duidelijk dat Oroz in Oostenrijk zijn dienstplicht moest vervullen, omdat hij hier geen dispensatie voor had aangevraagd. Hierop werd zijn contract met een jaar verlengd en werd hij verhuurd aan Sturm Graz. In december werd hij per direct teruggehaald door Vitesse. In maart 2024 werd de optie in zijn aflopende verbintenis gelicht, waardoor Oroz een jaar langer vast kwam te liggen bij Vitesse. Aan het einde van het seizoen degradeerde Vitesse uit de Eredivisie, waarna Oroz alsnog transfervrij mocht vertrekken uit Arnhem. In augustus tekende Oroz vervolgens voor drie jaar bij Krylja Sovetov Samara.

## Clubstatistieken
| Seizoen | Club                  | Competitie   | Competitie | Competitie | Beker | Beker | Internationaal | Internationaal | Totaal | Totaal |
| Seizoen | Club                  | Competitie   | Wed.       | Dlp.       | Wed.  | Dlp.  | Wed.           | Dlp.           | Wed.   | Dlp.   |
| ------- | --------------------- | ------------ | ---------- | ---------- | ----- | ----- | -------------- | -------------- | ------ | ------ |
| 2016/17 | First Vienna          | Regionalliga | 2          | 0          | 0     | 0     | —              | —              | 2      | 0      |
| 2017/18 | FC Liefering          | 2. Liga      | 0          | 0          | —     | —     | —              | —              | 0      | 0      |
| 2018/19 | FC Liefering          | 2. Liga      | 12         | 0          | —     | —     | —              | —              | 12     | 0      |
| 2019/20 | FC Liefering          | 2. Liga      | 23         | 0          | —     | —     | —              | —              | 23     | 0      |
| 2020/21 | FC Liefering          | 2. Liga      | 13         | 3          | —     | —     | —              | —              | 13     | 3      |
| 2020/21 | Vitesse               | Eredivisie   | 7          | 0          | 1     | 0     | —              | —              | 8      | 0      |
| 2021/22 | Vitesse               | Eredivisie   | 21         | 3          | 3     | 0     | 11             | 0              | 35     | 3      |
| 2022/23 | → Sturm Graz          | Bundesliga   | 2          | 0          | 1     | 0     | 2              | 0              | 5      | 0      |
| 2022/23 | Vitesse               | Eredivisie   | 16         | 1          | 0     | 0     | —              | —              | 16     | 1      |
| 2023/24 | Vitesse               | Eredivisie   | 27         | 1          | 4     | 1     | —              | —              | 31     | 2      |
| 2024/25 | Krylja Sovetov Samara | Premjer-Liga | 0          | 0          | 0     | 0     | —              | —              | 0      | 0      |
| Totaal  | Totaal                | Totaal       | 123        | 8          | 9     | 1     | 13             | 0              | 145    | 9      |

Bijgewerkt op 28 augustus 2024.